# Lễ hội cầu mưa (người Chăm)
Lễ hội cầu mưa người Chăm hay lễ mừng mưa tiếng Chăm wai le kau cahesan là một lễ hội của dân tộc Chăm H'roi, Vân Canh, Bình Định, Việt Nam. Với quan niệm mọi biến chuyển của vũ trụ đều do Phật trời, thần linh hoặc ma quỷ điều khiển. Con người muốn đạt được sở nguyện thì phải cầu nguyện, cúng khấn để được thần linh trợ giúp. Tùy theo thời tiết mà có tên gọi cho từng dịp lễ hội - trời hạn thì gọi là lễ cầu mưa, còn có mưa mà hành lễ thì gọi là lễ mừng mưa.

## Thời gian
Cứ vào đầu tháng hai âm lịch hàng năm (sau Tết Nguyên đán), dù trời hạn hay trời mưa, họ đều tổ chức lễ hội.

## Khâu chuẩn bị
Để cầu mưa (hay mừng mưa), người ta có thể làm lễ riêng, trên rẫy của mình. Hoặc nếu trời nắng quá lâu, cả làng (Plây) phải làm chung một lễ, cả làng cùng chuẩn bị và cùng đóng góp lễ vật để cúng. Đồ lễ Plây trước tiên, làng sẽ cử người dựng một đài dâng lễ vật-lễ vật trên đài cũng gồm một con gà trống, một bình rượu, một vòng sáp ong để đốt và một bát gạo. Đài dâng lễ vật được đặt tại sân nhà của già làng hoặc bến nước của làng.
Đài và án được dựng từ 4 gốc cây Pay Ch'panh (cây gạo). Phần trên là án, phần dưới là đài, được các nghệ nhân trong làng trang trí những tua, những họa tiết cách điệu hoa văn theo mô típ Chăm có tên gọi Pơrưng. Bên cạnh đó là cây Nêu vươn cao, tạo thành đôi cánh chim (loài chim biểu hiện cho sự yên bình của người Chăm H'roi). Đó là một cách thể hiện thông điệp cầu trời cho sự yên bình của họ.

## Lễ từng nhà (lễ mừng mưa)
Do từng nhà tự lo liệu lễ vật để cúng tại rẫy của mình. Khi hạt giống đã trỉa xuống, chủ nhà làm lễ cầu mưa cho hạt giống ở rẫy mình nảy mầm. Ngày giờ do chủ nhà tự chọn sau khi đã xuống giống.
Chủ nhà thu dọn cây, vun một đống đất ở rẫy, đường kính khoảng 50 cm, cao 30 cm. Ở giữa là một cây tre rừng, phần gốc được chôn dưới đất, phần ngọn được chẻ làm tư tỏa ra bốn hướng đông tây nam bắc đón nước mưa. Trên phần ngọn tre chẻ tư đó, chủ nhà gác dàn đặt lễ vật gồm một con gà trống (con vật biểu hiện cho sự bền bỉ, dẻo dai trước cuộc sống), một bình rượu nhỏ, một vòng sáp ong để đốt và một đấu thóc (có nơi dùng gạo). Bên cạnh gốc tre là cái cuốc nhỏ buộc chung vào gốc tre.
Bên cạnh đó, người ta đem từ 7 đến 9 ống nứa nhỏ bằng ngón tay cắm xung quanh một gốc cây rừng đã cháy trên rẫy rồi rót nước đầy vào các ống với ngụ ý nước đã về rẫy, nước làm mát đất. 
Nội dung lời khấn cầu của chủ nhà: 
"Ơ Giàng! cầu Giàng cho hạt mưa xuống
Hạt mưa nhỏ nhỏ như hạt lúa
Hạt mưa lớn lớn như hạt bắp
Đổ nước xuống, đổ mưa xuống
Để cái suối không còn khô
Để người và mọi loài sống lại
Cầu nước để người có nước trồng trỉa
Chỉ có Giàng là lớn nhất trần gian
Chỉ có Giàng cho nước
Người mới có nước trồng cây lúa. Ơ Giàng!"
Phụ nữ cầm những bó nan vuốt vào không khí tạo nên âm thanh của gió. Đàn ông gõ trống tạo nên âm thanh của sấm. Chủ nhà thành kính rót rượu mời thần Mây, thần Gió và thần Sấm về làm mưa.
Trong quá trình làm lễ cầu mưa không được vui chơi, ca hát để biểu lộ lòng thành kính thần linh. Chỉ khi nào có mưa mới được mừng vui ca múa.
Sau khi làm lễ xong, tất cả rượu thịt được phân chia cho người và cho thần, tất cả chè chén tại rẫy. Đồ chia cho thần để lại. Tất cả ra về chờ Mưa.

## Lễ chung cho cả làng (Plây), lễ cầu mưa
Khi hạn hán kéo dài, cả Plây mới cầu chung một lễ, do già làng (người có uy tín nhất trong làng, trong tộc họ) đứng ra điều hành. Công việc chuẩn bị xong bắt đầu lễ cúng, chiếu cói mới (chưa dùng) được trải ra phía dưới đài và án. Ở giữa chiếu có đặt một chiếc đĩa dựng hai đồng xu để gieo quẻ âm dương, xung quanh chiếu là các ché rượu cần.
Số người làm lễ cúng phải là số lẻ do làng chọn, từ 3-5 người (hoặc từ 7-9 người) kể cả lễ vật cũng phải là số lẻ để khi cầu Giàng cho thêm chẵn là đủ. Trong các lễ thức, người ta bao giờ cũng chỉ cầu đủ là vừa bụng-không tham nhiều, sợ lấy nhiều, lần sau xin trời không cho…
Trong số người tham gia cúng, dân làng chọn ra một người có uy tín đưa lên ngồi trên đài tượng trưng cho người của Giàng (trời). Bên dưới già làng khấn cúng:
"Ơi Giàng! chỉ có Giàng là lớn nhất trần gian
Giàng ơi! Chỉ có Giàng mới cho người có nước để trồng cây lúa. Ơi Giàng!
 Giàng hãy mau mưa xuống - mưa hạt nhỏ cây bắp trổ, mưa hạt lớn lúa nẩy cây
Giàng hãy mau mưa xuống Giàng ơi!
Cho măng mía, măng tre mọc nhiều
Cho lúa bắp trên rẫy tươi tốt
Cho dân làng được dự Hội mừng mưa - Ôi Giàng!
Cầu Giàng - Giàng hãy mau mưa xuống!
Cho đụm lúa nếp dân làng ăn đến tháng 5
Cho đụm lúa to dân làng ăn hết tháng 10
Giàng hãy mưa xuống cho lũ làng tay múc nước thành hoa, tay múc nước thành bông
Giàng mưa - cho con chim Kơrơtau không ngừng rỉa cánh, để con ếch trong hang kêu "ộp ộp", con cá dưới suối quẩy "bun bun"
Xin Giàng nhìn xem dân Plây…
Đều đủ mặt chào Giàng
Xin Giàng cho nước trên trời rơi xuống
Để cây lúa bén rễ
Để lúa dưới đất trồi lên…
Hỡi ông Núi - bà Non
Hỡi ông Coông - bà Ch'ơ
Hãy nghe Giàng đổ nước…"
Già làng gieo quẻ, nếu cả hai mặt của đồng xu đều cùng âm hoặc cùng dương, nghĩa là Giàng chưa nghe, chưa chịu cho mưa… còn nếu một sấp, một ngửa, tức là Giàng đã chịu cho dân làng mưa (Thể hiện đúng luật âm dương của trời đất).
Lúc này "người của Giàng" ở trên đài cúng hất rượu theo 4 hướng đông tây nam bắc. Đến đây họ coi như trời đã cho mưa đáp ứng lời cầu nguyện của dân làng và hô to: "Nào hỡi dân làng hãy nổi cồng chiêng chào đón mưa trời cho!"

## Kết thúc lễ Plây
Kơtoong cùng dàn chiêng trỗi lên giai điệu A Tonh Ch'yong e pla (Chào trời-chào khách). Theo chiều ngược kim đồng hồ, trai, gái trong làng nhịp nhàng nhảy múa hú gọi. Tư thế của họ tượng trưng cho gió thổi, mây bay, sấm nổ đón những giọt mưa từ "người của Giàng" ngồi trên đài đổ xuống… Người làm lễ cúng cùng già làng chia lễ vật cho thần linh. Mọi người ăn uống, nhảy múa. 
"Người của Giàng" vẩy nước xuống cho ướt mọi người và rải những hạt lúa xuống… Dân làng tin rằng trời chấp thuận cho mưa, vui vẻ vào hội.
Dân làng uống rượu và múa xoang Ch'yong với niềm tin trời sẽ mưa thuận gió hòa cho dân Plây có nước sản xuất.